# Archieparquía de Filadelfia
La archieparquía de Filadelfia (en latín: Archieparchia Philadelphien(sis) Ucrainorum y en inglés: Ukrainian Catholic Archeparchy of Philadelphia) es una circunscripción eclesiástica greco-católica ucraniana de la Iglesia católica en Estados Unidos, sede metropolitana de la provincia eclesiástica de Filadelfia de los ucranianos. La archieparquía tiene al archieparca Borys Gudziak como su ordinario desde el 18 de febrero de 2019.
En el Anuario Pontificio la Santa Sede usa el nombre Philadelphia degli Ucraini. En el sitio web de la Iglesia greco-católica ucraniana el nombre utilizado es en ucraniano: Філадельфійська.

## Territorio y organización

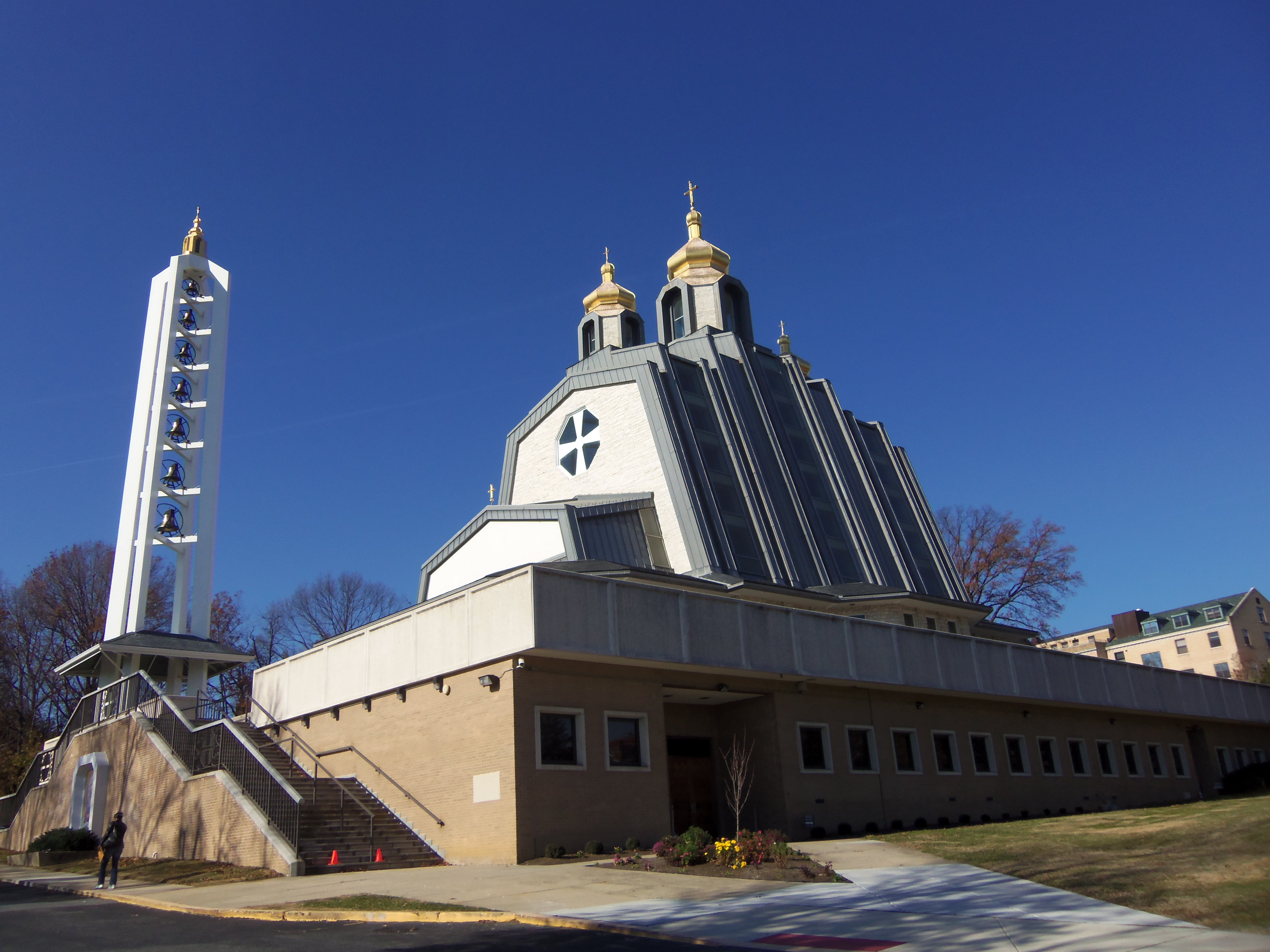
Santuario nacional ucraniano de la Santa Familia, Washington

La archieparquía extiende su jurisdicción sobre los fieles de rito bizantino greco-católico ucraniano residentes en el distrito de Columbia y en los estados de Virginia, Maryland, Delaware, Nueva Jersey y la parte oriental de Pensilvania hasta la frontera este de los condados de Potter, Clinton, Centre, Mifflin, Huntingdon y Fulton.
La sede de la archieparquía se encuentra en la ciudad de Filadelfia, en donde se halla la Catedral de la Inmaculada Concepción. En Washington D. C. se encuentra el Santuario nacional ucraniano de la Santa Familia.
La archieparquía tiene como sufragánea a las eparquías de San Josafat en Parma, San Nicolás de Chicago y Stamford.
En 2019 en la archieparquía existían 62 parroquias:
- En el Distrito de Columbia:
  - Monastery of the Holy Cross
  - Ukrainian National Shrine of the Holy Family
- En el estado de Virginia:
  - Annunciation of the Blessed Virgin Mary Church en Manassas
  - Saints Joachim and Anna en Front Royal
- En el estado de Pensilvania:
  - Saints Cyril and Methodius Church en Berwick
  - Saint Josaphat Church en Bethlehem
  - Saints Peter and Paul Church en Bridgeport
  - Protection of the Blessed Virgin Mary Church en Bristol
  - Assumption of the Blessed Virgin Mary Church en Centralia
  - Saint Vladimir Church en Edwardsville
  - Saint Michael the Archangel Church en Frackville
  - Saint Nicholas Church en Glen Lyon
  - Saint Michael the Archangel Church en Hazleton
  - Saint Michael the Archangel Church en Jenkintown
  - Saint Andrew Church en Lancaster
  - Presentation of Our Lord Church en Lansdale
  - Saint John the Baptist Church en Maizeville
  - Patronage of the Mother of God Church en Marion Heights
  - McAdoo Patronage of the Mother of God Church en McAdoo
  - Annunciation of the Blessed Virgin Mary Church en Melrose Park
  - Nativity of the Blessed Virgin Mary Church en Middleport
  - Saint Nicholas Church en Minersville
  - Saints Peter and Paul Church en Mount Carmel
  - Transfiguration of Our Lord Church en Nanticoke
  - Saint John the Baptist Church en Northampton
  - Saints Cyril & Methodius Church en Olyphant
  - Saint Vladimir Church en Palmerton
  - Cathedral of the Immaculate Conception en Filadelfia
  - Christ the King Church en Filadelfia
  - Saint Nicholas Church en Filadelfia
  - Saints Peter and Paul Church en Phoenixville
  - Saints Peter and Paul Church en Plymouth
  - Saint Michael the Archangel Church en Pottstown
  - Nativity of the Blessed Virgin Mary Church en Reading
  - Saint Nicholas Church en St. Clair
  - Ascension of Our Lord Church en Sayre
  - Saint Vladimir Church en Scranton
  - Transfiguration of Our Lord Church en Shamokin
  - Saint Michael the Archangel Church en Shenandoah
  - Saints Peter and Paul Church en Simpson
  - Holy Myrrh Bearers Church en Swarthmore
  - Saint Anne Church en Warrington
  - Holy Ghost Church en West Easton
  - Saints Peter and Paul Church en Wilkes Barre
- En el estado de Nueva Jersey:
  - Assumption of the Blessed Virgin Mary Church en Bayonne
  - Patronage of Mother of God Church en Carteret
  - Saint Michael the Archangel Church en Cherry Hill
  - Saint Vladimir Church en Elizabeth
  - Saint Nicholas Church en Great Meadows
  - Saint Michael the Archangel Church en Hillsborough
  - Immaculate Conception Church en Hillside
  - Saints Peter and Paul Church en Jersey City
  - Saint Nicholas Church en Millville
  - Nativity of the Blessed Virgin Mary Church en Nuevo Brunswick
  - Saint John the Baptist Church en Newark
  - Saint Nicholas Church en Passaic
  - Assumption of the Blessed Virgin Mary Church en Perth Amboy
  - Saint Paul Church en Ramsey
  - Saint Stephen Church en Toms River
  - Saint Josaphat Church en Trenton
  - Saint John the Baptist Church en Whippany
- En el estado de Maryland:
  - Saint Michael the Archangel Church en Baltimore
  - Saint Basil Church en Chesapeake City
  - Saints Peter and Paul Church en Curtis Bay
  - Holy Trinity Church en Silver Spring
- En el estado de Delaware:
  - Saint Nicholas Church en Wilmington

## Historia
El 28 de mayo de 1913 la Santa Sede instituyó un ordinariato para los fieles católicos de rito bizantino que vivían en Estados Unidos de América. Fue nombrado su primer obispo ordinario Soter Stephen Ortynsky de Labetz, quien era el visitador apostólico desde 1907. A su muerte en 1916, la Santa Sede nombró dos administradores apostólicos, Petro Ponyatyshyn para los fieles greco-católicos originarios de Galitzia y Havryjil Martjak para los fieles greco-católicos originarios de Rutenia subcarpática.
El 8 de mayo de 1924 fueron instituidos dos exarcados apostólicos para los dos grupos distintos, siendo el primer exarca apostólico para los fieles ucranianos Costantine Bohacevskyj.
El 20 de julio de 1956 el exarcado apostólico debió ceder el estado de Nueva York y toda Nueva Inglaterra para la erección del exarcado apostólico de Stamford (hoy eparquía de Stamford) mediante la bula Optatissimo unitatis del papa Pío XII.

Philadelphiensem exarchatum dividimus ex eoque novum condimus apostolicum exarchatum, Stanfordensem ab urbe Stanford, tamquam a propria episcopali sede, appellandum, qui omnes complectetur fideles byzantini ritus a Galitia oriundos atque in Civitatibus Neo-Eboraci et pariter Novae Angliae commorantes. Quam ob rem, ad fines quod attinet, novus exarchatus erit ad septemtriones continens Canadiae, ad orientem solem Atlantico Oceano, ad occidentem vero Eriensi lacui, ad meridiem denique Civitatibus, quibus vulgo Pennsylvania et New Jersey nomen.

El 10 de julio de 1958 con la bula Apostolicam hanc del papa Pío XII el exarcado apostólico fue elevado a archieparquía y transformado en la provincia eclesiástica de la archieparquía de Filadelfia.

In Americae Septemtrionalis Foederatis Civitatibus novam provinciam ecclesiasticam constituimus pro fidelibus byzantini ritus ab Gallaecia oriundis ibique commorantibus, quae has comprehendet Sedes: Philadelphiensem et Stanfordensem, ad hunc diem exarchatus apostolicos. Quarum Ecclesiarum, Philadelphiensem ad gradum et dignitatem metropolitanae Sedis evehimus, Stanfordensem autem in eparchiae formam redigimus, (...)

El 14 de julio de 1961 cedió el territorio al oeste de Ohio y de los ríos Misuri y Misisipi para la erección de la eparquía de San Nicolás de Chicago mediante la bula Byzantini ritus del papa Juan XXIII.

Ab eparchia metropolitana Philadelphiensi Ucrainorum quasdam regiones distrahimus, ex iisque novam constituimus eparchiam 8. Nicolai Chicagiensis Ucrainorum, cuius territorium erit confine: ad septemtrionem Canadiae; ad occidentem solem, Oceano Pacifico; ad meridiem, Mexico; ad orientem denique solem, Civitatibus vulgo Ohio, Kentucky, Tennessee, Mississipi. Nova eparchia, quam Sedi metropolitanae Philadelphiensi Ucrainorum suffraganeam volumus, in urbe vulgo Chicago eparchialem sedem habeat, et sacram aedem Sancto Nicolao dicatam, ibidem exstantem, tamquam eparchiale templum, quod quidem ad cathedralis aedis dignitatem attollimus, omnibus datis congruis iuribus.

El 5 de diciembre de 1983 cedió el territorio correspondiente a los estados de Ohio, Kentucky, Tennessee, Misisipi, Alabama, Georgia, Florida, Carolina del Norte, Carolina del Sur, Virginia Occidental y la parte occidental de Pensilvania para la erección de la eparquía de San Josafat de Parma mediante la bula Hoc Apostolicae del papa Juan Pablo II.

A memorata Eparchia Metropolitana Philadelphiensi loca distrahimus, in quibus Status vulgo Ohio, Mississipi, West Virginia, Kentucky, Tennessee, Alabama, Georgia, North Carolina, South Carolina, Florida et Western Pennsylvania consistunt, ex iisdemque novam condimus Eparchiam ab urbe Parma, in qua eparchialis erit Sedes, appellandam, nempe Eparchiam Sancti Iosaphat Parmensem, quam Eparchiae Metropolitanae Philadelphiensi Ucrainorum suffraganeam subicimus cuiusque templus in urbe Parma exstans ad dignitatem evehimus cathedralis templi, ita ut et privilegiis et insignibus frui possit ceterorum eiusdem ordinis templorum propriis.

## Estadísticas
De acuerdo al Anuario Pontificio 2020 la archieparquía tenía a fines de 2019 un total de 13 141 fieles bautizados.
| Año                                                                             | Población            | Población | Población      | Sacerdotes | Sacerdotes    | Sacerdotes    | Bautizados por sacerdote | Diáconos permanentes | Religiosos | Religiosos | Parroquias |
| Año                                                                             | Bautizados católicos | Total     | % de católicos | Total      | Clero secular | Clero regular | Bautizados por sacerdote | Diáconos permanentes | Varones    | Mujeres    | Parroquias |
| ------------------------------------------------------------------------------- | -------------------- | --------- | -------------- | ---------- | ------------- | ------------- | ------------------------ | -------------------- | ---------- | ---------- | ---------- |
| 1950                                                                            | ?                    | ?         | ?              | 244        | 195           | 49            |                          |                      | 78         | 183        | 141        |
| 1966                                                                            | ?                    | ?         | ?              | 146        | 136           | 10            |                          |                      | 13         | 151        | 108        |
| 1968                                                                            | ?                    | ?         | ?              | 154        | 142           | 12            |                          |                      | 13         | 151        | 108        |
| 1976                                                                            | ?                    | ?         | ?              | 149        | 138           | 11            |                          |                      | 11         | 229        | 113        |
| 1980                                                                            | ?                    | ?         | ?              | 113        | 113           |               |                          | 1                    | 1          | 212        | 107        |
| 1990                                                                            | 77 000               | ?         | ?              | 87         | 76            | 11            | 885                      | 3                    | 14         | 109        | 80         |
| 1999                                                                            | 69 088               | ?         | ?              | 88         | 77            | 11            | 785                      | 4                    | 15         | 127        | 78         |
| 2000                                                                            | 68 000               | ?         | ?              | 81         | 73            | 8             | 839                      | 4                    | 8          | 136        | 74         |
| 2001                                                                            | 67 500               | ?         | ?              | 73         | 67            | 6             | 924                      | 6                    | 8          | 127        | 72         |
| 2002                                                                            | 67 250               | ?         | ?              | 83         | 78            | 5             | 810                      | 6                    | 5          | 122        | 72         |
| 2003                                                                            | 67 250               | ?         | ?              | 62         | 57            | 5             | 1084                     | 6                    | 5          | 119        | 74         |
| 2004                                                                            | 65 500               | ?         | ?              | 66         | 60            | 6             | 992                      | 5                    | 6          | 112        | 74         |
| 2009                                                                            | 22 500               | ?         | ?              | 59         | 54            | 5             | 381                      | 5                    | 5          | 38         | 66         |
| 2010                                                                            | 14 980               | ?         | ?              | 61         | 56            | 5             | 245                      | 7                    | 5          | 38         | 66         |
| 2013                                                                            | 15 689               | ?         | ?              | 58         | 54            | 4             | 270                      | 7                    | 4          | 49         | 67         |
| 2016                                                                            | 13 051               | ?         | ?              | 58         | 55            | 3             | 225                      | 7                    | 3          | 44         | 64         |
| 2019                                                                            | 13 141               |           |                | 57         | 54            | 3             | 230                      | 6                    | 3          | 57         | 62         |
| Fuente: Catholic-Hierarchy, que a su vez toma los datos del Anuario Pontificio. |                      |           |                |            |               |               |                          |                      |            |            |            |

## Episcopologio
- Soter Stephen Ortynsky de Labetz † (28 de febrero de 1907-24 de marzo de 1916 falleció)
  - Sede vacante (1916-1924)
- Costantine Bohacevskyj † (20 de mayo de 1924-6 de enero de 1961 falleció)
- Ambrozij Andrew Senyshyn, O.S.B.M. † (14 de agosto de 1961-11 de septiembre de 1976 falleció)
- Joseph Michael Schmondiuk † (20 de septiembre de 1977-25 de diciembre de 1978 falleció)
- Miroslav Iván Lubachivsky † (13 de septiembre de 1979-27 de marzo de 1980 nombrado archieparca coadjutor de Leópolis)
- Stephen Sulyk (29 de diciembre de 1980-29 de noviembre de 2000 retirado)
- Stephen Soroka (29 de noviembre de 2000-16 de abril de 2018 renunció)
  - Andriy Rabiy, 16 de abril de 2018-18 de febrero de 2019 (administrador apostólico hasta el 4 de junio de 2019)
- Borys Gudziak, desde el 18 de febrero de 2019